# Катастрофа DC-3 под Ваасой
Катастрофа DC-3 под Ваасой, или Койвулахтинская авиакатастрофа (фин. Koivulahden lentoturma), — авиационная катастрофа, произошедшая тёмным утром во вторник 3 января 1961 года в деревне Койвулахти (Финляндия). Пассажирский самолёт Douglas DC-3C авиакомпании Aero O/Y летел из Круунункюли в Ваасу, однако его экипаж из-за своей недисциплинированности выполнял полёт с нарушениями, а при заходе на посадку неверно определил своё местонахождение и выполнил неправильный манёвр. Выйдя из-под контроля, неуправляемый самолёт упал в лес в десяти километрах от аэропорта и разрушился, в результате чего погибли 25 человек. По масштабам это крупнейшая авиационная катастрофа в истории Финляндии и финской авиации.

## Самолёт
Douglas DC-3 с первоначальным заводским номером 14066 был построен в 1944 году на заводе Douglas Aircraft Company в Оклахома-Сити изначально как модель C-47A-30-DK, при этом в процессе постройки заводской номер сменился на 25511. 28 июля 1944 года под бортовым номером 43-48250 самолёт поступил в американские ВВС, однако после окончания Второй мировой войны оказался в излишке, в связи с чем был отставлен на хранение. Тогда его переделали в гражданскую модель DC-3C, а 20 января 1947 года под бортовым номером OH-LCC продали финской авиакомпании Aero O/Y, в которую он поступил 1 апреля того же года и где получил имя Tiira (рус. Крачка). С 1 апреля по 30 сентября 1959 года лайнер был взят в лизинг шведской авиакомпанией Linjeflyg, после чего вернулся обратно в Aero.
Был оборудован двумя поршневыми звездообразными двигателями Pratt & Whitney S1C3-G (R-1830-92), мощностью по 1200 л. с. (880 кВт) каждый, оснащённых воздушными винтами фирмы Hamilton Standard модель 23Е-50/6477А. Общая наработка левого двигателя составляла 12 209 часов 51 минуту, в том числе 967 часов 30 минут от последнего ремонта; наработка правого двигателя — 11 352 часа 31 минуту и 1060 часов 27 минут соответственно. Общая наработка авиалайнера составляла 24 349 часов 59 минут, в том числе 7034 часа 8 минут от последнего капитального ремонта и 1780 часов 8 минут от последней тщательной проверки. Согласно записям из технических документов, перед роковым вылетом борт OH-LCC был полностью исправен.

## Экипаж
- Командир воздушного судна (КВС) — Ларс Пауль Эрих Хаттинен (фин. Lars Paul-Erich Hattinen, родился 16 мая 1923 года). Ветеран Советско-финской войны («Войны-продолжения»), на которой служил лётчиком-истребителем, сбил 6 самолётов, 1 апреля 1955 года устроился в Aero O/Y, в которой 1 июля 1956 года был повышен до командира DC-3. Его общий налёт составлял 5886 часов 39 минут, в том числе 3571 час 54 минуты в должности командира DC-3 компании Aero O/Y[7][8].
- Второй пилот — Пааво Вейкко Юхани Хальме (фин. Paavo Veikko Juhani Halme, родился 17 ноября 1935 года). 1 июня 1957 года устроился в Aero O/Y, а его общий налёт составлял 2737 часов 3 минуты, в том числе 2508 часов 51 минуту в компании Aero O/Y[8].
- Стюардесса — Райя Ирмели Юхала (фин. Raija Irmeli Juhala, родилась 25 мая 1932 года). 23 апреля 1956 года устроилась в Aero O/Y, но 7 сентября 1958 года уволилась в связи с учёбой, чтобы 16 мая 1960 года устроиться вновь, а 1 ноября того же года была переведена в постоянный штат[8].

## Катастрофа

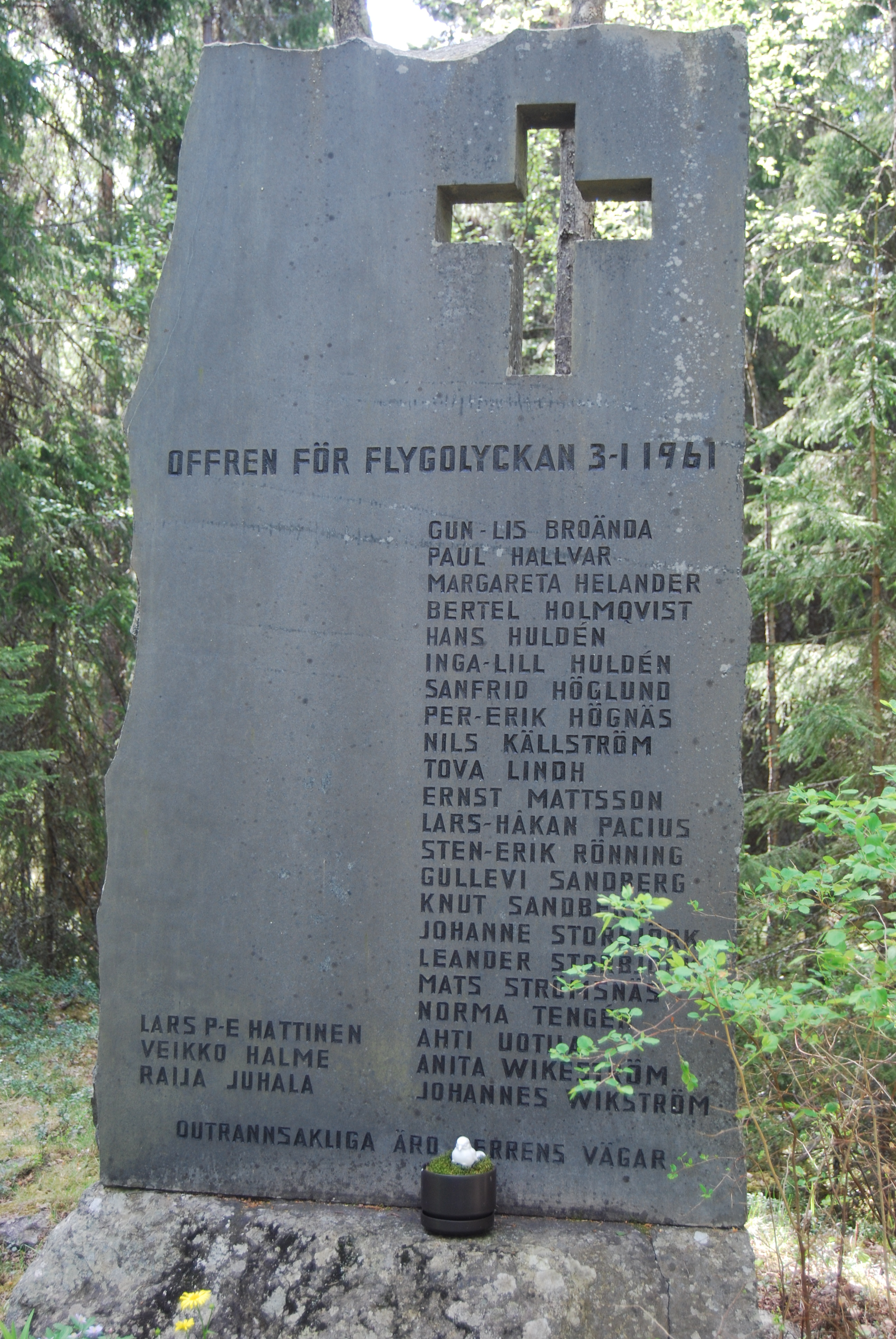
Мемориал жертвам катастрофы в Койвулахти (текст на шведском языке)

В то утро борт OH-LCC выполнял короткий местный рейс AY-311 Круунункюля—Вааса с расчётной продолжительностью 30 минут. Всего на борту находились 22 пассажира, 3 члена экипажа, 250 кг груза (почта отсутствовала), 1200 л топлива (к моменту катастрофы останется 1050 л), а общий взлётный вес составлял 11 252 кг при максимальном допустимом 11 900 кг; центровка также не выходила за установленные пределы. Время вылета по расписанию было 07:00, однако авиалайнер задержался на перроне, так как экипаж прибыл в аэропорт всего за 5 минут до вылета и только в 07:11 запросил разрешение на руление, в ответ на что диспетчер дал указание следовать к началу полосы 19 и сообщил о поверхностном ветре — 180° 3 уз (5,55600 км/ч). В 07:16 второй пилот передал диспетчеру о готовности к взлёту, после чего рейс 311 вылетел в Ваасу.
Перед этим всю ночь шёл слабый мокрый снег, а к 7 утра небо было ещё полностью затянуто облаками с нижней границей 60 метров, и хотя в ту ночь было полнолуние, из-за низкой облачности стояла полная темнота. Также к утру все низины местности, включая долины рек, стало заволакивать туманом, а температура воздуха составляла -2 °C. Горизонтальная видимость в Ваасе по метеоданным составляла до 1 км, но по свидетельским показаниям на момент происшествия не превышала 400 метров.
В 07:21 диспетчер из Круунункюли, связавшись с рейсом 311, передал время вылета, а также дал указание переходить на связь с Ваасой. С 07:26 до 07:28 второй пилот трижды безуспешно пытался вызвать Ваасу, пока в 07:30—07:34 диспетчер их сам не вызвал, на что Пааво Хальме сразу ответил, сообщив о нормальном следовании от Кокколы до Ваасы на высоте 1500 футов (460 м) и расчётном времени прибытия в 07:41. В ответ диспетчер передал данные о погоде: ветер 220° 6 уз (11,11200 км/ч), видимость 10 км, облачность 8/8 600 футов (180 м), приведённое давление QNH 1008 мбар, температура воздуха и точка росы — -1,7 °C и -2 °C соответственно. Также диспетчер сообщил, что заход будет выполняться на полосу 16, а поверхность полосы покрыта двухсантиметровым слоем снега.
В 07:34—08:39 диспетчеру Ваасы по телефону пришло сообщение от метеоролога, что высота облачности снизилась до 500 футов (150 м), о чём было передано экипажу, а в 07:35 были переданы новые данные о погоде: 140° 3 уз (5,55600 км/ч), видимость 1 км, туман, облачность 8/8 200 футов (61 м), QNH 1008 мбар, температура воздуха и точка росы — -2,6 °C и -2,8 °C соответственно. С самолёта подтвердили получение информации, после чего диспетчер сказал, что когда утром шёл на работу, то смог разглядеть находящийся на вышке в 60 метрах от земли прожектор, однако не смог увидеть верхнего окончания, а на окраине аэродрома видимость может быть ниже. В ответ ему сообщили: Погода проясняется, а через пару минут мы будем у маяка. Когда с 07:42 по 07:47 диспетчер несколько раз попытался вызвать рейс 311, ответа уже не было.
В 07:40:30 «Дуглас» в полётной конфигурации (с убранными шасси и закрылками) под углом 70° упал в берёзовую рощу у деревни Койвулахти в 10,5 км к северо-северо-востоку (азимут 18°) от аэропорта назначения, полностью разрушился и сгорел. Прибывшие в 07:55 к месту падения местные жители не могли ничего сделать из-за сильного пожара, а первые пожарные машины добрались только к 08:15, однако к тому времени все 25 человек на борту погибли. По масштабам на 2018 год это крупнейшая авиационная катастрофа в истории Финляндии. Также это крупнейшая катастрофа в истории финской авиации.

## Расследование
Расследованием происшествия занималась комиссия, назначенная Министерством связи и общественных работ (англ. Ministry for Communications and Public Works).
В ходе расследования были выполнены несколько полётов на аналогичном DC-3 с такой же загрузкой, по результатам которых следователи пришли к мнению, что погодные условия не могли быть фактором, приведшим к катастрофе самолёта. Изучение обломков показало, что на борту не было пожара, отказов или неисправности конструкции. Оба двигателя в момент удара работали в режиме тяги с примерно одинаковым числом оборотов, а признаков нарушений в их работе найдено не было. На одном высотомере в кабине было выставлено давление аэродрома в Ваасе (1008 мб), а на другом — в Круунункюле (1009 мб), хотя на подходе к Ваасе они оба должны были быть установлены на давление Ваасы.
Были опрошены 54 свидетеля, находившиеся вдоль траектории полёта, согласно показаниям которых самолёт с включенными навигационными огнями летел на небольшой высоте. Свидетели, находившиеся на удалении до 8 километров от места катастрофы, в том числе у побережья Ваасского залива, в основном указывали на высоту полёта 75—100 метров, при этом двигатели шумели громче обычного. Также перед падением авиалайнер делал поворот, при этом никакого дыма или огня не наблюдалось, а перед самым столкновением с деревьями шум двигателей значительно усилился, словно самолёт выполнял взлёт. Опрос сотрудников авиакомпании показал, что погибший командир Хаттинен характеризовался как опытный пилот, достаточно открытый и общительный, а полёты на низкой высоте он выполнял только в крайних случаях.
Из изучения истории самолёта выяснилось, что в конце 1960 года один из пилотов сделал запись о вибрации во время полёта на определённых скоростях, после чего 21 ноября был заменён правый воздушный винт, что помогло. А за день до происшествия один пассажир заметил в салоне запах бензина, но проверка показала, что во время стоянки в Ваасе через салон дважды проходил один из сотрудников в запачканной бензином одежде, запах от которого и впитался в отделку.

### Работа пилотов перед происшествием
Как показало расследование, новогоднюю ночь Хаттинен и Хальме отмечали в Хельсинки, каждый в кругу своей семьи. 1 января в 18:00 они вылетели в регулярный пассажирский рейс Хельсинки—Турку—Мариехамн, а утром 2 января по обратному маршруту вернулись обратно в Хельсинки. Затем вечером того же дня оба пилота выполнили рейс Хельсинки—Пори—Вааса—Круунункюля, прибыв в Круунункюлю в 20:45, откуда затем направились в гостиницу для пилотов в Кокколе, а примерно в 21:50 спустились в гостиничный ресторан. Вскоре к ним присоединился местный лётчик Йорма Каакколахти (фин. Jorma Kaakkolahti), после чего троица поужинала в ресторане, распивая при этом алкогольные напитки (пиво и джин). Примерно к половине первого ночи группа перебралась в номер второго пилота, где до 2 ночи распивали коньяк. Ночевали они в номере второго пилота, а утром не успели на уходящий автобус, поэтому была заказана машина, после чего оба пилота вместе со стюардессой и вещами прибыли в аэропорт.
По прибытии в аэропорт командир Хаттинен и стюардесса Юхала зашли в самолёт, а второй пилот Хальме перед вылетом посетил центр управления воздушным движением. Позже водитель, который привёз пилотов в аэропорт, рассказал, что не заметил в их поведении ничего необычного, однако у одного из рабочих аэропорта, у которого на злополучном рейсе летел брат, возникли подозрения относительно возможности пилотов нормально управлять самолётом. Как удалось установить, всего в ночь со 2 на 3 января троица пилотов выпила 16 бутылок пива, 7 коктейлей из джина (40 мл) и содовой (фин. ginigrogia), и 900 граммов коньяка; патологоанатомическая экспертиза показала, что у командира уровень алкоголя в крови был не менее 2 ‰, а у второго пилота — не менее 1,56 ‰ (опьянение средней степени). При этом Конвенция о международной гражданской авиации запрещает пилотам употребление алкоголя во время работы и за 12 часов до полёта.

### Ход полёта
Оба пилота прибыли в аэропорт всего за 5 минут до расчётного времени вылета, из-за чего сам вылет пришлось задержать. Также из-за опоздания командир не стал проводить внешний осмотр самолёта, ограничившись оценкой слоя снега на крыле. Согласно полученному перед вылетом прогнозу погоды, на маршруте ожидались умеренно хорошие метеоусловия, при этом запасным аэродромом был выбран Пори, но диспетчер предупредил, что в Пори погода хуже, чем в Ваасе. Также второй пилот запросил разрешение выполнять визуальный полёт до Ваасы, то есть по кратчайшему маршруту с минимальной допустимой высотой 1500 футов (460 м). Так как в этом районе никаких других самолётов не было, диспетчер такой полёт одобрил, но судя по показаниям свидетелей, экипаж на самом деле летел ниже разрешённой высоты. Вес рейса 311 находился в установленных пределах, центровка также была в норме и не являлась фактором, приведшим к катастрофе. Слой снега и льда на крыле был небольшим и не оказывал заметного влияния на ход полёта, к тому же противообледенительная система работала исправно, а изучение истории и обломков самолёта не обнаружило никаких отказов или неисправностей, то есть полёт на небольшой высоте не был вызван сложностями в пилотировании. Есть вероятность, что это было вызвано низкой облачностью, высота которой на маршруте составляла около 1300 футов (400 м), а пилоты не хотели выполнять полёт в облаках, так как помимо невозможности в этом случае выполнять полёт визуально, самолёт мог в облаках подвергнуться обледенению.
Первая половина полёта прошла относительно нормально, а когда в 07:30 диспетчер вызвал экипаж, тот пролетал близ Оравайса, то есть примерно на полпути к Ваасе. В ходе этого радиообмена длиной 4 минуты диспетчер передал обновлённые данные о погоде в Ваасе, согласно которым высота облачности снизилась до 600 футов (180 м). Затем в 07:34 диспетчеру поступает информация об ухудшении метеоусловий в районе Ваасы, о чём было передано экипажу. Согласно данным о погоде, сплошная облачность уже опустилась до 200 футов (61 м), видимость упала до 1 километра, а над землёй стелился туман, при этом диспетчер уточнил, что на окраине аэродрома погодные условия могут быть ещё хуже. На это экипаж сообщил, что через пару минут будет в районе радиомаяка; эта передача закончилась в 07:39 и была последней с бортом OH-LCC. Самолёт в это время находился примерно в 6—7 километрах от места падения и летел на высоте не более 100 метров. Также из показаний очевидцев следует, что за несколько минут до происшествия, то есть во время последней передачи, мощность двигателей, а значит и скорость полёта, несколько возросла. Возможно, что в это время экипаж стал выполнять заход на посадку на полосу 16.
От момента последней радиопередачи «Дуглас» пролетел ещё полторы минуты, после чего на высоте около 50 метров выполнил резкий левый поворот с набором высоты, в результате которого упала воздушная скорость, а на крыле произошёл срыв потока, что привело к резкому падению подъёмной силы и сваливанию. Экипаж попытался исправить ситуацию увеличением режима двигателей, но лайнер уже вошёл в штопор, а примерно в 07:40:30 по местному времени (05:40:30 GMT) под углом 70° и с левым креном около 60°, ломая деревья и ветки, врезался в землю и взорвался.

### Рассмотрение вероятных причин
Крутой левый поворот, который стал фатальным, можно было бы объяснить попыткой экипажа выполнить аварийную посадку, так как он был выполнен в сторону полей. Однако никаких сообщений о проблемах на борту не поступало, а очевидцы не заметили признаков проблем с пилотированием. Также рассматривался вариант перемещения всех пассажиров на один борт, но найденные тела в основном оказались пристёгнуты и равномерно распределены по салону. Хотя один из пассажиров был найден близ кабины пилотов — вероятно, он мог спорить с экипажем относительно малой высоты полёта. Версию, что кто-то из пилотов потерял сознание или умер за штурвалом, после чего его тело упало на штурвал, также опровергли: оба пилота были физически здоровы, к тому же перед падением были пристёгнуты ремнями, а потому тело не могло отделиться от кресла. Рассматривая версию о самоубийстве кого-либо из пилотов, полиция опросила родных и близких экипажа, после чего сделала вывод, что ни у Хаттинена, ни у Хальме не было причин для суицида.
Наиболее вероятно, что во время полёта над покрытыми туманом полями пилоты посчитали, что находятся уже близко от Ваасы, поэтому могли принять Койвулахти за Ваасу. Некоторые свидетели при этом указывали, что над Койвулахти небо было чистым, а потому местность освещалась лунным светом. Вдруг пилоты увидели впереди тёмную стену леса высотой около 10 метров, а некоторые деревья достигали 20 метров и более, тем самым заметно возвышаясь над слоем тумана, поэтому был начат набор высоты, что, однако, привело к падению скорости. А затем перед самолётом из облаков прямо по курсу могла неожиданно появиться яркая полная луна, которая при этом находилась довольно низко над горизонтом, что дезориентировало экипаж ещё больше, и тот мог её случайно принять за прожектор. Думая, что они уже слишком близко от аэропорта, командир начал также выполнять крутой разворот на траекторию захода на посадку, что ещё сильнее уменьшило скорость полёта, тем самым приведя к падению в штопор.

## Причина
Причиной катастрофы следователи назвали ошибку экипажа, который при полёте ночью на небольшой высоте неверно выполнил крутой левый поворот, в результате чего самолёт потерял скорость и, выйдя из-под контроля, перешёл в штопор с потерей высоты, а попытка экипажа исправить ситуацию увеличением мощности двигателей оказалась запоздалой. Сопутствующим фактором стало распитие пилотами в ночь перед вылетом алкогольных напитков, из-за чего, будучи невыспавшимися и пьяными, они не могли полностью контролировать свои действия и не имели права выполнять данный полёт.

## Номер рейса
Существует негласная традиция, когда авиакомпания после катастрофы меняет номер рейса, который выполнял разбившийся самолёт, чтобы не напоминать о трагедии. Однако на 2018 год рейс AY311 в Ваасу по-прежнему существует, хотя уже выполняется по маршруту Хельсинки—Вааса.

### Комментарии
1. ↑  Здесь и далее по умолчанию указано Восточноевропейское время (EET).
2. ↑  Один из ярких примеров — катастрофа L-188 в Ардморе (1966 год)